# Pamirska cesta
M41, neuradno in pogosteje znana kot Pamirska cesta (rusko Памирский тракт, latinizirano: Pamirsky Trakt), je cesta, ki prečka gorovje Pamir skozi Afganistan, Uzbekistan, Tadžikistan in Kirgizistan v dolžini več kot 1200 km. To je edina neprekinjena cesta po težkem gorskem terenu in je glavna oskrbovalna pot v Tadžikistansko avtonomno regijo Gorno-Badahšan. Pot se uporablja že tisočletja, saj obstaja omejeno število izvedljivih poti skozi visoko gorovje Pamir. Cesta je bila ena od povezav starodavne trgovske svilne poti. M41 je sovjetska cestna številka, vendar ostaja le kot uradna oznaka v postsovjetskem Uzbekistanu, kot je potrjeno z uradnim odlokom. Kirgizistan in Tadžikistan sta sprejela odloka o odpravi sovjetskega oštevilčenja cest in dodelitvi lastnega nacionalnega oštevilčenja.

## Opis poti
Viri se ne strinjajo glede zaključkov ceste z Mazari Šarifom v Afganistanu; Termiz, Uzbekistan; Dušanbe, Tadžikistan; in Khorog v Tadžikistanu, vsi so ponujeni kot začetek ceste. Vsi viri pa se strinjajo, da se cesta konča v Ošu v Kirgizistanu. Danes je pot del ceste M41, ki se začne v Termizu na 37°12′39″N 67°16′20″E / 37.21083°N 67.27222°E in konča v Kara-Balti zahodno od Biškeka v Kirgizistanu na 42°49′40″N 73°52′53″E / 42.82778°N 73.88139°E. Pot poteka proti severu skozi Termiz, preden zavije proti vzhodu in prečka Tadžikistan. Nato sledi splošni poti proti vzhodu skozi Dušanbe, glavno mesto Tadžikistana, do Khoroga, kjer prečka reke Kafirnigan, Vakhš in Bartang. Od tam se nadaljuje proti vzhodu približno 310 kilometrov do Murghaba, kjer prečka reko Murghab. Cesta nato poteka preko 4655 metrov visokega prelaza Ak-Baital in mimo jezera Karakul, preden prečka Kirgizistan do končne postaje v Ošu.
Cesta je bila deloma zgrajena konec 19. stoletja (med Veliko igro), večinoma pa v 1930-ih s strani Sovjetske zveze.
Leta 2000 je bila Pamirska cesta povezana s Kitajsko in Karakorumsko avtocesto.
Pamirska cesta je na večjem delu svoje dolžine v Tadžikistanu in Kirgizistanu označena kot pot M-41 in je znana kot druga najvišja mednarodna cesta na svetu (4655 m). Odsek med Dušanbejem in Murghabom ima evropsko številko poti E 008. Odsek med Sari–Tašom in Ošem v Kirgizistanu ima evropsko številko poti E 007.
Raven gradnje in vzdrževanja se vzdolž ceste močno razlikuje. Cestišče je ponekod neasfaltirano, sicer pa večinoma asfaltirano. Razen odsekov v Kirgizistanu in v bližini Dušanbeja je cesta v večjem delu svoje dolžine močno poškodovana zaradi erozije, potresov, zemeljskih in snežnih plazov.
Včasih imenovana tudi »heroinska cesta«, saj večina od devetdeset ton heroina, ki se vsako leto pretovarja skozi Tadžikistan, poteka po tej poti.

## Glavne točke na Pamirski cesti
Če sledite Pamirski cesti iz Oša, lahko pot zapišete takole:
Mesto Oš – prelaz Taldik (3615 m, prehod skozi gorovje Alaj) – vas Gulča – dolina reke Gulča – prelaz Kirgizistan (3541 m) – vas Sari-Taš (dolina Alaj) – prelaz Kizilart (4250 m, prehod skozi Trans- Alajsko gorovje, vstop na ozemlje avtonomne pokrajine Gorno-Badahšan, mejni prehod med Kirgizistanom in Tadžikistanom) – dolina reke Markansu – prelaz Ujbulak (4200 m) – jezero Karakul – prelaz Ak-Baital (4655 m) – Murghab – prelaz Naizataš (4314 m) — dolina Aličur — prelaz Kharguš (4091 m) + prelaz Tagarkati (4168 m) — dolina reke Sulu-Tagarkati — prelaz Koi-Tezek (4251 m) — dolina reke Gunt — Khorog — dolina reke Pandž — Čalai Vas Khumb — prelaz Khaburabot (3720 m) — dolina reke Obihingou — dolina reke Vakhš — mesto Dušanbe.
Oznake ceste po državah:
- Kirgizistan[2]
  - ЭМ-05: Oš - prelaz Taldik - Sari-Taš
  - ЭМ-06: Sari-Taš - Karamik - meja Tadžikistan
- Tadžikistan[3]
  - РБ07: Meja Kirgizistan - Jirgatol - Obi Garm - Vahdat
  - РБ04: Vahdat - Dušanbe
  - РБ02: Dušanbe - Tursunzoda
- Uzbekistan[1]
  - M41: Meja Tadžikistan  - Denov - Termez

## Zgodovina

### Stara pamirska cesta
Ob koncu 19. stoletja - začetku 20. stoletja se je v Srednji Aziji med Britanskim in Ruskim imperijem nadaljevalo ostro geopolitično rivalstvo za vpliv v regiji, ki je v svetovni zgodovini prejelo ime velika igra. Vojaški oddelek Ruskega imperija, zaskrbljen zaradi dejavnosti Britancev v Pamirju, se je odločil zgraditi strateško vojaško cesto, po kateri bi bilo mogoče hitro premestiti čete iz Ferganske v dolino Alaj in izvesti njihovo učinkovito oskrbo. Gradnja je bila načrtovana in izvedena v globoki tajnosti in dolgo časa ni bilo znano, da v Evropi obstaja cesta skozi gorovje Alaj v ruskem Turkestanu.
Poleti 1903 je častnik ruske vojske, vojaški geograf Nikolaj Korženevski, ko se je povzpel na prelaz Taldik (Kirgizistan) z višino 3615 metrov, odkril spominski steber z imeni ljudi, ki so sodelovali pri načrtovanju in postavitvi ceste vzdolž Hisaro-Alaja v 'ruskem' Turkestanu. To so bili podpolkovnik Bronisław Grombczewski, železniški inženirji Mickiewicz, Burakovsky, Zarakovsky in Podporuchik Irmuth. Evropejci so dolgo verjeli, da so prvo cesto preko prelaza Taldik leta 1916 zgradili Avstrijci, ujeti v prvi svetovni vojni. Dnevnik Korženjevskega priča o nečem drugem. Verjel je, da so ga leta 1893 zgradile ruske saperske enote. Vendar pa je po drugih virih prvo cesto, ki povezuje Oš in Gulča v Kirgizistanu preko prelaza Taldik, leta 1876 zgradil ruski odred pod poveljstvom generala Aleksandra Konstantinoviča Abramova. Kasneje se je ta majhen odsek ceste (88 verst – 1,1 km) od Ferganske do doline Alaj v Kirgizistanu imenoval stara pamirska cesta. Po pričevanju Korženevskega je leta 1910 samo nevarna tovorna pot šla dlje od Gulčija proti jugu, skozi vzhodni Pamir. Vzdolž reke Pandž, od Darvaza do Rušana leta 1915, so ruske enote s pomočjo lokalnega prebivalstva postavile tudi tovorno pot, tovor so prevažali s tovori na konjih in oslih. Skalni podori, zemeljski plazovi, snežni plazovi, slapovi, poplave so pogosto uničili pot. Do leta 1930 je bila po besedah očividcev ta pot v grozljivem stanju, tudi tovorni konji so komaj šli skoznjo, nenehno so jih morali razkladati, da so jih prenesli mimo ovir.
Z zaključkom izgradnje ceste leta 1937, v času Sovjetske zveze, ki povezuje mesti Oš in Khorog, je stara pamirska cesta postala sestavni del velike Pamirske ceste.
Z odlokom predsedstva Vrhovnega sovjeta ZSSR z dne 5. marca 1941 je bil odsek poimenovan po Stalinu.

### 2022 Tadžikistanski protesti
Med protesti leta 2022 v avtonomni regiji Gorno–Badahšan je Pamirsko cesto začasno blokirala skupina protestnikov, ki jih je vodil Muhamadbočir Muhamadbočirov. Muhamadbočirov je bil kasneje 23. maja 2022 ubit in cesta je bila ponovno odprta.

## V popularni kulturi
V filmu Spies Like Us iz leta 1985 je vabim GLG-20, ki jih igrata Chevy Chase in Dan Aykroyd, rečeno, naj se srečajo s svojimi kontakti na »cesti v Dušanbe«, kar se nanaša na cesto M41.

## Galerija
- Pamirska cesta v Tadžikistanu
- Pamirska cesta med Dušanbejem in Khorughom
- Pamirska cesta blizu Rušana
- Pamirska cesta v Afganistanu
- Pamirska cesta ob afganistanski meji
- Dolina reke Vakhan
- Kmetijska pokrajina v bližini Pamirske ceste